# 事業部制
事業部制（英語：或）是企業根據自身業務對旗下部門進行劃分的管理制度，劃分的方式有產品、產業鏈、地區或者顧客群等。劃分出來的事業部門擁有較大的自主性，擁有獨立的管理團隊，自主經營和結算。

## 沿革
事業部制出現於20世紀20年代，美國通用汽車併購了大量小型公司，而且很多業務和通用汽車原來的業務無關，導致企業內部的管理成本大幅度增加，時任副總裁艾尔弗雷德·斯隆參考杜邦的經驗，於1924年完成了通用汽車的改革，建立的管理架構被稱為「事業部制」。這個制度之後被各地大型公司效仿，其中日本的松下電器的創始人松下幸之助於1933年在松下電器引入這套制度，根據松下電器的產品劃分事業部門，實行自主經營。隨後事業部門制也成為不少日本企業的基本管理模式。
事業部制被認為是企業多元化發展後出現的管理模式，「集中決策，分散經營」是制度的核心。事業部門能為企業鍛煉出管理人才，部門之間也能形成良性競爭，此外，事業部門更接近市場，了解市場需求，能更快因應市場做出反饋。同時，事業部門由於其獨立性，在發展壯大後很可能出現脫離母公司的情況，隨大量事業部門設立的管理部門也可能造成機構臃腫，各自為政的現象。

## 事業部的分類
以事業部管理運作的獨立程度進行分類，可以有四種形式，分別為准事業部、事業部、超事業部和子公司。
准事業部的自主性較低，獨立負責業務，其中發展戰略和經營方針跟隨總部政策。事業部是根據某產品、地區或顧客群等業務進行劃分，能獨立決定生產經營方向，負責人對總部管理層負責。超事業部，又名「執行部制」，是在企業設置大量事業部門的情況下，總部管理層難以協調，而設置的中間機構，用於協調和管轄所屬事業部門。子公司就是把企業的特定業務完成獨立出去，具有和母公司一樣的法人身份，母公司以控股等形式控制子公司。